# Clearmont (Wyoming)
Clearmont è un centro abitato (town) degli Stati Uniti d'America, situato nella Contea di Sheridan nello Stato del Wyoming. Nel censimento del 2000 la popolazione era di 115 abitanti.

## Geografia fisica
Secondo i rilevamenti dell'United States Census Bureau, la località di Clearmont si estende su una superficie di 0,4 km², tutti occupati da terre.

## Popolazione
Secondo il censimento del 2000, a Clearmont vivevano 115 persone, ed erano presenti 29 gruppi familiari. La densità di popolazione era di 294,7 ab./km². Nel territorio comunale si trovavano 65 unità edificate. Per quanto riguarda la composizione etnica degli abitanti, il 97,39% era bianco, lo 0,87% apparteneva ad altre razze e l'1,74% a due o più. La popolazione di ogni razza ispanica corrispondeva al 3,48% degli abitanti.
Per quanto riguarda la suddivisione della popolazione in fasce d'età, il 26,1% era al di sotto dei 18, il 6,1% fra i 18 e i 24, il 32,2% fra i 25 e i 44, il 28,7% fra i 45 e i 64, mentre infine il 7,0% era al di sopra dei 65 anni di età. L'età media della popolazione era di 40 anni. Per ogni 100 donne residenti vivevano 105,4 uomini.